# آگوستین ولوتی
 آگوستین ولوتی (انگلیسی: Agustín Velotti؛ زادهٔ ۲۴ مهٔ ۱۹۹۲) یک تنیس‌باز اهل آرژانتین است.